# 速水獎
速水獎（日语：／ Hayami Shō，1958年8月2日—），日本資深男性配音員、演員、歌手。出身於兵庫縣高砂市日。身高174cm。A型血。

## 簡介
本名大濱 靖（おおはま やすし）。妻子為同行聲優五十嵐麗。聲優速水秀之為侄子及養子。
劇團青年座附屬養成所出身。以前所屬的經紀公司依序有劇團四季（初期）→飛鳥企劃→Production baobab→大澤事務所→青二Production→大澤事務所，2014年2月1日起成為自由身。成為自由身之前，2013年10月自行就任執行董事，成立個人事務所株式會社Rush Style （页面存档备份，存于）。翌年2014年10月業務啟動之後，由妻子就任經理，和新人聲優高澤柚衣一起加入株式會社Rush Style。
除了從事聲優之外，目前與妻子共同在DWANGO創意學校擔任講師以提攜後進新人。2003年9月發行的由速水他聲演主角的廣播劇《S.S.D.S.》系列另擔任原作、編劇，並在發行遊戲版《GAME S.S.D.S. ～刹那的英雄》時提供原案。還有以聲演的主角Dr.HAYAMI名義為角色歌曲填詞。
2022年2月6日在Twitter宣布自己確診新型冠狀病毒，原本預定出席的白井悠介的活動和往後的工作行程延後擇日舉行。

## 聲線特點
聲線低沉富有磁性，具有成熟男性的魅力，因此經常飾演帶有高貴氣質的帥哥角色。常出現在女性向的動畫中，十分受BL類角色偏愛，如動畫《愛上壞壞的死神》中的邑輝一貴。雖擅長於美型角色的演繹，但在飾演《銀魂》角色的星海坊主時則展現出粗野的角色演技。

## 演出作品
※粗體字表示說明飾演的主要角色。

### 電視動畫

#### 1980年代
1982年
- 機甲艦隊Dairugger XV（出雲達雄）
- 超時空要塞（馬克西米利安·吉納斯（日语：マクシミリアン・ジーナス）[12]）
- 新蜜蜂瑪雅歷險記（日语：みつばちマーヤの冒険）（馬克思、螞蟻隊員A、螢火蟲、長腿蜘蛛、蚯蚓馬克 等）

1983年
- 機甲創世記莫斯比達（萊尼伯伊／達斯汀·艾利斯）
- 貓眼三姐妹（警察無線的聲音、河野）
- 銀河漂流拜法姆（夏伊納斯號艦長）
- 聖戰士丹拜因（巴恩·巴寧格斯／黑騎士）
- 裝甲騎兵波德姆茲（保羅·波塔利亞、暴走族店員、警察、士兵）
- 超時空世紀歐卡斯（桂木桂）
- 特裝機兵多爾巴克（衣德利總司令官）
- 未來警察浦島人（萊桑德）
- 喬琪姑娘（日语：ジョージィ!）（歐文）

1984年
- OKAWARI-BOY Starzan S（日语：OKAWARI-BOY スターザンS）（錢屋金之助）
- 機甲界加里安（哈伊·海夏魯達特、兵C）
- 宇宙防衛隊PJ（日语：銀河パトロールPJ）（吉姆[13]）
- 太古巨魔神（日语：ゴッドマジンガー）（艾爾德王子）
- 重戰機L-Gaim（加弗雷特·嘉伯雷）
- 星槍士俾斯麥（死神基德）
- 超力機器人 卡拉特（日语：超力ロボ ガラット）（海賊基德）
- 名偵探福爾摩斯（夏目金之助）

1985年
- 蒼藍流星SPT雷茲納（羅傑）
- 火焰的阿爾卑斯玫瑰 茱蒂&藍迪（塔蘭圖拉／尚·賈克·柯多）
- 搞怪拍檔（少年）
- 請多指教跑車郎中（日语：よろしくメカドック）（山田）
- 魯邦三世 PARTIII（日语：ルパン三世 PARTIII）（彼得）

1986年
- 銀牙 -流星 銀-（如月）
- 褞袍超人（著迷鬼）
- 高校！奇面组（日语：ハイスクール!奇面組）（姿飾、龍野忍志也）
- 天威勇士 克羅諾斯的大逆襲（摔跤手羅伯、堅韌車架、鑽石俠、No.4 Gurogiron、加魯迪·斯托爾〈本體〉、旁白）

1987年
- 星戰英豪（日语：赤い光弾ジリオン）（巴隆·利克斯）
- 甜蜜公主（王子的聲音）
- 橙路（北方健、男、男人、年輕人）
- 天威勇士（拖動山姆、鑽石俠、旁白）

1988年
- 超能力魔美（雄一郎、高根）
- 城市獵人（1988～1991，嘍囉）3系列
- 新格林名作劇場（王子）
- 哆啦A夢 (大山羨代版)（歌手）
- 變形金剛：超神 Master Force（六騎）
- 燃燒吧！哥哥（不知火明[14]）

1989年
- 寶馬神童（日语：青いブリンク）（霍洛王子）
- 美味大挑戰（1989～1991，楊白龍、多山宗一、石本教一）
- 獸神萊卡（多爾·蓋斯特）
- 聖鬥士星矢（海馬的拜安）
- 超時空遊俠（艾略特·尼斯）
- 魔動王（阿伊斯巴恩）
- 少棒小魔投（卡洛斯）
- 亂馬½ 熱鬥篇（長萬部牛之介）

#### 1990年代
1990年
- 偶像英里子傳說（櫻木哲也）
- 超級劍豪傳（十兵衛[15]）
- 功夫貓黨（王子）
- 七龍珠Z（尚波）
- 七龍珠Z 單獨一人的最終決戰 ～向弗力札挑戰的Z戰士 孫悟空之父～（日语：ドラゴンボールZ たったひとりの最終決戦〜フリーザに挑んだZ戦士 孫悟空の父〜）（尚波）
- 魔神英雄傳2（船長）
- 三眼神童（鬼胴三郎[16]）
- 勇者凱撒（艾克斯凱撒／王者艾克斯凱撒／神龍凱撒／終極艾克斯凱撒）
- 黑色推銷員（吉手麻仁也）

1991年
- 機甲警察金屬傑克（特洛伊達爾）
- 金肉人 金肉星王位爭奪篇（泰利人（日语：テリーマン）、The 忍者（日语：ザ・ニンジャ）、老鷹人）
- 城市獵人'91（薩布）
- 閃電霹靂車（菅生修／耐特·修馬赫、旁白）
- 魯邦三世：拿破崙辭典爭奪戰（日语：ルパン三世 ナポレオンの辞書を奪え）（艾瑞克[17]）

1992年
- 花的魔法使瑪麗貝爾（蓓爾的爸爸[18]）
- 勇者傳說達鋼（達鋼／達鋼X／終極達鋼GX／獸王）
- 橫山光輝 三國志（諸葛亮孔明）

1993年
- 超電動機械人 鐵人28號FX（埃文斯）
- 南國少年奇小邪（馬克總帥）
- 奇蹟女孩（男爵）
- 無責任艦長（山本誠上尉）

1994年
- 幸運超人（藝術星人首領）
- 霸王大系龍騎士（雷蓋爾）
- 超時空要塞7（馬克西米利安·吉納斯）

1996年
- 無家可歸的孩子蕾米（布萊爾律師）
- 蒙面俠蘇洛傳（何塞）
- 怪盜Saint Tail（岩崎）
- 蠟筆小新（1996～2011，三藏法師、發足半藏）
- 鋼鐵神兵（萊伊）
- 美少女戰士Sailor Stars（諸星）

1997年
- 甜心戰士F（黃昏的王子／賽拉王子[19]）
- 中華一番！（李嚴）
- 吸血姬美夕（樫原隆司、響敲）
- 手塚治虫的舊約聖書物語（日语：手塚治虫の旧約聖書物語）（神之使者）
- 名偵探柯南（1997～2020，今野史郎、羽村秀一、高橋純一、羅臼辰彥、箕輪獎兵、諸伏高明）
- 魯邦三世：瓦爾薩P38（日语：ルパン三世 ワルサーP38）（傑克[20]）

1998年
- 餓沙羅鬼（豪和清繼）
- 金田一少年之事件簿（1998～1999，江戶川謙次、宗像士郎、京極優介）
- 玲音（戴烏斯／英利政美）
- 槍神Trigun（尼古拉斯·D·伍爾夫德）
- 炸彈人 彈珠人爆外傳（1998～1999，秩序寶、[21]）2系列
- LEGEND OF BASARA（柏）
- 羅德斯島戰記 -英雄騎士傳-（亞修拉姆）

1999年
- 週刊故事樂園（日语：週刊ストーリーランド）「二人」（立花）
- 六翼天使之聲（日语：セラフィムコール）（中澤翔太郎）
- 恐怖寵物店（耶索·克雷德）

#### 2000年代
2000年
- 傀儡師左近（九條直人）
- GEAR戰士電童（出雲源一、零、加魯法皇帝）
- 愛上壞壞的死神（邑輝一貴）

2001年
- 學校怪談（達文西）
- ARMS神臂（基斯·磊德）
- 大～集合！小魔女DoReMi（荻原拓郎的父親、鐵郎）

2002年
- 鬼眼狂刀（織田信長）
- 超重神GRAVION（2002～2004，葛萊因·桑德曼／齊克·埃里克邁耶[22][23]）2系列
- 炎之蜃氣樓（直江信綱〈橘義明〉）

2003年
- 聖槍修女（尤安·雷明頓[24]）
- 機甲露寶（司令官機器人、凱撒博士）
- 坦克王（死亡熊貓）

2004年
- 混沌武士（升龍）
- 鋼之鍊金術師（法蘭克·阿切爾上校）
- 烘焙王（巨匠霧崎[25]）

2005年
- 植木的法則（馬高·馬爾丁尼）
- 真相之眼（讓·保羅·香本）
- 地獄少女（石津吾郎）
- 新釋 真田十勇士 The Animation（日语：新釈 眞田十勇士）（筧十藏[26]）
- SoltyRei（約翰·金伯利）
- 變形金剛：銀河之力（次元監視員貝克達、旁白）
- BASILISK ～甲賀忍法帖～（藥師寺天膳[27]）
- 蜜桃女孩（岡安涼）
- BLACK CAT（夏登·法蘭貝魯克、阿努比斯）
- BLEACH（藍染惣右介）
- 神奇寶貝超世代（亞當）

2006年
- 犬神！（假名史郎[28]）
- 戀愛天使安琪莉可 ～心甦醒之時～（日语：恋する天使アンジェリーク）（2006～2007，光之守護聖朱烈斯）2系列
- 星際海盜（亨特·貝內特）
- 史上最强弟子兼一（首領）
- 怪醫黑傑克21（吉利哥醫生[29]）
- 吉宗（日语：吉宗 (パチスロ)）（宗直、喬千次郎 等）

2007年
- 銀魂（2007～2018，星海坊主〈神晃〉、黑幫）2系列
- 月面兔兵器米娜（星人）
- 獸神演武 -HERO TALES-（将鶴張楊）
- 無敵偵探貴公子（セイジュ）
- Saint Beast 四聖獸 ～光陰敘事詩天使譚～（日语：セイント・ビースト）（墮天使路西法）
- 桃華月憚（守東清春、守東清次）
- NANA（成田充）
- 武装鍊金（口照星）
- Baccano！（D.D.新聞社社長）
- PRISM ARK（暗黑騎士）

2008年
- 艾莉森與莉莉亞（歐文·尼希托[30]）
- 武裝機甲（桐山英治）
- 神靈狩/GHOST HOUND（斯納克、貝原直人）
- 深淵傳奇（羅蕾萊）

2009年
- 神曲奏界 crimson S（學院長／席德拉·雷托斯）
- 07-GHOST（阿亞納米[31]）
- 戰國BASARA（明智光秀[32]）
- WHITE ALBUM（緒方英二[33]）
- 戰鬥陀螺 鋼鐵奇兵（2009～2011，鋼流星、旁白）3系列

#### 2010年代
2010年
- Keroro軍曹（阿蓋哈爾特）
- 超級機器人大戰OG -The Inspector-（布萊恩·米德克里德）
- FAIRY TAIL（2010～2019，一夜·汪德雷·壽、二夜）3系列

2011年
- 金鋼狼 (2011年動畫)（日语：ウルヴァリン (アニメ)）（黑萩樹王）
- （旁白）
- 境界線上的地平線（松平·元信）
- GOSICK（利維坦）
- 灼眼的夏娜III Final（祭禮之蛇）
- 丹特麗安的書架（艾拉斯）
- 數碼寶貝合體戰爭（賢者獸）3系列
- 日常（士兵71號〈學者〉）
- Fate/Zero（2011～2012，遠坂時臣）2系列

2012年
- 境界線上的地平線II（松平·元信）
- 黑魔女學園（雷·阿庫提爾）
- K（2012～2015，三輪一言）2系列
- 聖鬥士星矢Ω（時貞）
- Battle Spirits Sword Eyes（加魯多斯·蘭德爾）
- 松本零士「OZUMA」（日语：オズマ (アニメ)）（圭多·基勒[34] 迪克·科因[34]、旁白[34]）

2013年
- IXION SAGA DT（公主的哥哥）
- AKB0048 Next Stage（園智惠理的父親）
- 武士弗拉明戈（酷刑王[35]）
- 東京闇鴉（土御門泰純）
- 惡魔高校D×D NEW（2013～2018，莉雅絲·吉蒙里的父親〈吉歐提克斯·吉蒙里〉）3系列
- BROTHERS CONFLICT（隆生[36]）
- 魔王勇者（旁白部弟子）
- 問題兒童都來自異世界？（傑克）

2014年
- ALDNOAH.ZERO（庫魯提歐[37]）
- 我，要成為雙馬尾（罪惡蜘蛛／罪惡蛛魔）
- 請問您今天要來點兔子嗎？（智乃的父親〈香風隆宏〉[38][39][40]）
- 白銀的意志 ARGEVOLLEN（朱利亞斯·尤尼歐斯[41]、旁白）
- 戰國BASARA Judge End（天海）
- 決鬥大師（2014～2015，寄成一行）2系列
- 東京喰種（2014～2018，法寺項介）3系列
- Dragon Collection（日语：ドラゴンコレクション）（聲）
- 機甲巴打（倉光源吾[42]）

2015年
- 暗殺教室（2015～2016，淺野學峯）2系列
- 機動戰士鋼彈 鐵血的孤兒（2015～2016，伊茲納里歐·法里德[43]）
- 彗星·路西法（修特·普萊斯）
- 下流梗不存在的灰暗世界（旁白、底邊之黑）
- 城下町的蒲公英（羅宋湯）
- JoJo的奇妙冒險 星辰鬥士（瓦尼拉·艾斯[44]）
- 落第騎士英雄譚（黑鐵岩）

2016年
- Active Raid -機動強襲室第八係- 2nd（協會大人[45]）
- 少女編號（石神井P）
- 最弱無敗神裝機龍（瓦格·克洛伊查）
- 救難小英雄24（哥倫布）
- TABOO TATTOO -禁忌咒紋-（華茲曼[46]、神秘男子）
- TRICKSTER -來自江戶川亂步「少年偵探團」-（日语：TRICKSTER -江戸川乱歩「少年探偵団」より-）（花崎雄一郎）
- 漂流武士（明智光秀）
- 線上遊戲的老婆不可能是女生？（GM 耐克）
- 美男高校地球防衛部LOVE！LOVE！（螃蟹罐頭怪人）
- 時空使徒（陸姚[47]）
- 魔法使 光之美少女！（沙金斯）

2017年
- 神技·旺達（日语：カミワザ・ワンダ）
- 辣妹與我的第一次（帥哥純一、八女命純一）
- 妖怪公寓的優雅日常（古董商[48]）
- 梵諦岡奇蹟調查官（約翰·布里凱特）
- 潔癖男子青山！（財前爸爸）
- 數碼寶貝宇宙 應用怪獸（利維坦）
- 將國戡亂記（日格蒙德三世[49]）
- 食戟之靈（2017～2020，薙切薊[50][51]）4系列
- 泥鯨之子們在沙地上歌唱（阿查理）

2018年
- 龍王的工作！（月光聖市會長[52]）
- 卡片鬥爭!! 先導者G Z（破壞的龍神 基澤）
- POP TEAM EPIC（POP子〈第12話B段〉）
- 美男高校地球防衛部HAPPY KISS！（瓦奧大臣）
- 鋼彈創鬥者 潛網大戰（隆美爾[53]）
- 驚爆危機！Invisible Victory（喬治·拉布羅克[54]）
- 凸變英雄（任性總裁[55]）
- LORD of VERMILION 紅蓮之王（日语：ロード オブ ヴァーミリオン 紅蓮の王）（白木·A·格拉曼）
- Angolmois 元寇合戰記（忻都）
- 邪神與廚二病少女（螳螂）
- 中間管理錄利根川（就活生F）
- GRAND BLUE碧藍之海（酒吧的老闆）
- 學園BASARA（明智光秀[56]）
- Radiant 虛空魔境（2018～2020，旁白[57]）2系列
- 宇宙戰艦提拉米斯II（雷克薩斯2000）
- 狐狸之聲（金社長[58]）
- 哥布林殺手（吟遊詩人）
- 逆轉裁判 ～對這個「真相」，有異議！～（裁牙由三郎）
- CONCEPTION（第13個幻影）

2019年
- 笑容的代價（帝國皇帝）
- 明治東京戀伽（辰野金吾[59]）
- RobiHachi（機器伯爵）
- BAKUMATSU CRISIS（日语：恋愛幕末カレシ〜時の彼方で花咲く恋〜）（蘆屋道滿）
- 屁屁偵探（垂耳搜查官）
- 哆啦A夢 (水田山葵版)（Mr.馬卡龍[60]）
- 小書痴的下剋上：為了成為圖書管理員不擇手段！（神官長[61]、旁白）
- ACTORS -Songs Connection-（日语：ACTORS）（小田原牧[62]）
- 龍族拼圖（2019～2021，柏木）
- Z/X Code reunion（尤克特拉希爾）
- 索斯機械獸WILD ZERO（2019～2020，科林斯准將）
- 毛球剛次郎（日语：けだまのゴンじろー）（船長）
- 非洲的動物上班族（豹）
- 星光頻道（2019～2020，奇里安·阿哈特·帕茲）

#### 2020年代
2020年
- 〈Infinite Dendrogram〉-無盡連鎖-（貝爾多貝爾／奧托·埃森伯格）
- 索瑪麗與森林之神（穆斯里卡[63]）
- ARP Backstage Pass（米亞炭[64]）
- 交通工具人 移動樂園的跑車君（日语：のりものまん モービルランドのカークン）（薩比比[65]）
- 新櫻花大戰 the Animation（旁白）
- 小書痴的下剋上：為了成為圖書管理員不擇手段！第2期（斐迪南〈神官長〉、旁白）
- 炎炎消防隊 貳之章（鴉答[66]）
- 我立於百萬生命之上（GM[67]）
- 『催眠麥克風 -Division Rap Battle-』Rhyme Anima（神宮寺寂雷[68]）
- 勇者鬥惡龍 達伊的大冒險 (2020年版)（巴藍（日语：バラン (ダイの大冒険)）[69]）

2021年
- 工作細胞!!（M細胞）
- 偶像榮耀（朝倉恭一）
- SD鋼彈世界 群英集（亞瑟鋼彈Mk-III）
- 再見了，我的克拉默（後藤田正弘）
- 數碼寶貝大冒險：（賢者獸）
- 奇巧計程車（速水）
- 現實主義勇者的王國重建記（旁白）
- 吸血鬼馬上死（德拉烏斯）
- BanG Dream! Girls Band Party!☆PICO Fever!（謎生物）
- 180秒能讓你的耳朵感到幸福嗎？（二郎）

2022年
- 薔薇王的葬列（約克公爵理查）
- BanG Dream! Girls Band Party!☆PICO Fever!（旁白）
- 我是川尻小玉喔～危險生活黑客的糜爛生活～（天啟貓）
- 與變成了異世界美少女的大叔一起冒險（ヴァンダム）
- Estab-Life Great Escape（亞爾加[70]）
- 女性向遊戲世界對路人角色很不友好（盧卡斯）
- 小書痴的下剋上：為了成為圖書管理員不擇手段！第3期（斐迪南[71]、旁白）
- 射擊覺醒！激鬥瓶蓋人DX（帆狩井生）
- 這個僧侶有夠煩（牛）
- 神渣☆偶像（旁白）
- 幕末替身傳說（土御門晴雄／雜面鬼 元帥）
- 異世界藥局（克洛德）
- POP TEAM EPIC（第2期）（國王唱片機）
- BLEACH 千年血戰篇（藍染惣右介）

2023年
- 異世界悠閒農家（創造神）
- 最強陰陽師的異世界轉生記（布雷斯·蘭布羅格）
- 數碼寶貝幽靈遊戲（怪蛙皇）
- 我想成為影之強者！（多艾姆·凱茲哈特）
- 吸血鬼馬上死2（德拉烏斯）
- REVENGER（堂庵）
- TRIGUN STAMPEDE（宗教廣播）
- 不相信人類的冒險者們好像要去拯救世界（滅之劍）
- 為了養老，我要在異世界存8萬枚金幣（國王）
- 在無神世界裡進行傳教活動（卜部聰一朗[72]）
- 寶可夢 地平線（吉丙）
- 『催眠麥克風 -Division Rap Battle-』Rhyme Anima +（神宮寺寂雷[73]）
- 咒術迴戰 (拉魯)
- 香格里拉·開拓異境～糞作獵手挑戰神作～（守墓的衛札艾蒙[74]）

2024年
- 黑執事 -寄宿學校篇-（約翰·阿格雷斯[75]）
- 遊戲王GO RUSH（薩布亞斯）
- 鬼滅之刃 柱訓練篇（鎹鴉）
- 金剛戰神U（弓弦之助[76]）
- 這是妳與我的最後戰場，或是開創世界的聖戰 Season II（馬格納卡沙[77]）
- 香格里拉·開拓異境～糞作獵手挑戰神作～ 2nd season（守墓的衛札艾蒙[78]）
- 地。-關於地球的運動-（赫伯特[79]）

2025年
- 炎炎消防隊 參之章（鴉答[80]）
- Crypto Ninja 咲耶[81]
- 魔神創造傳（炎上達）

2026年
- 小書痴的下剋上 領主的養女（斐迪南[82]）

### OVA
1984年
- 重戰機L-Gaim（加布雷特·加布雷）

1985年
- 夢幻獵人麗夢（日语：ドリームハンター麗夢）（圓光）
- 夢幻獵人麗夢特別版 災難，重生博士（圓光）

1986年
- GALL FORCE（日语：ガルフォース）（偏執指令）
- 機甲界加里安 鐵之紋章（海伊·夏塔特）
- 宇宙最強的粉紅衝擊（日语：コスモス・ピンクショック）（蓋茨比）
- 夢幻獵人麗夢II 聖美神女學園的妖夢（圓光）
- 無限地帶23 PARTII 告訴我你·的·秘·密（白鳥優一郎少尉）

1987年
- 風與木之詩 SANCTUS -三聖頌-（德倫）
- 惡魔人 誕生篇（不動明）
- 夢幻獵人麗夢III 夢隱 無頭武者傳說（圓光）
- 魔境外傳雷帝烏斯（日语：魔境外伝レディウス）（戴姆斯特）

1988年
- 天使夜未眠（日语：アーシアン）（多紀／塞拉芬）
- 伊蘇（史拉夫）
- 宇宙戰士（派特·萊維）
- 銀河英雄傳說（艾伯特·馮·法倫海特（日语：アーダルベルト・フォン・ファーレンハイト））
- New Story of Aura Battler DUNBINE（拉邦·薩拉馬德）
- 冥王計劃傑歐萊馬（葎）
- 莉娜劍狼傳說（日语：レイナ剣狼伝説）（泰德·泰藍特、加迪·斯托夫）

1989年
- 青炎（日语：青き炎 (漫画)）（堀田）
- 虚無戰史MIROKU（日语：虚無戦史MIROKU）（霧隱才藏）
- 妙齡女大亨（日语：クレオパトラD.C.）（艾瑞克）
- 帕丁頓熊（布朗先生）
- BE-BOP-HIGHSCHOOL（日语：ビー・バップ・ハイスクール）（海浦香）
- 風魔小次郎（飛鳥武藏）
- 學園雙嬌娃（日语：やじきた学園道中記）（陽一郎）
- 力王 RIKI-OH 等括地獄（黃泉）

1990年
- 暗黑神傳承 武神（日语：暗黒神伝承 武神）（慈雲坊）
- 暗黑神話（菊池彥／菊池一彥）
- 宇宙皇子（日语：宇宙皇子）（歌音喜樂天）
- A-Ko The VS/GRAY SIDE（蓋爾）
- A-Ko The VS/BLUE SIDE（蓋爾）
- 押忍!! 空手部（日语：押忍!!空手部）（多田勇次）
- THE八犬傳（山林房八）
- 幸福的形式（日语：しあわせのかたち）（站員、網球機1號）
- 永井豪的Q版世界（惡魔人／不動明）
- 惡魔人 妖鳥死麗濡篇（不動明）
- NEW夢幻獵人麗夢 夢的騎士們（圓光）
- 高校太保（日语：ビー・バップ・ハイスクール）（大杉）
- B·B（日语：B・B）（森山仁）
- 魔物獵人妖子（近藤秀樹）
- 羅德斯島戰記（歐爾森）
- 琉恩傳說芙蕾雅2 禁斷的行星（日语：リヨン伝説フレア#リヨン伝説フレア2 禁断の惑星）（吉克）

1991年
- INFERIUS惑星戰史外傳 CONDITION GREEN（日语：インフェリウス惑星戦史外伝 CONDITION GREEN）（陽·諾威拉姆）
- EXPER ZENON（日语：EXPER ZENON）
- 乙姬CONNECTION（日语：乙姫CONNECTION）（主人）
- 聖傳 -RG VEDA-（夜叉王）
- 天空戰記 創世前的暗鬥（斯克利米爾）
- 爆炎轉校生（城之內孝一）

1992年
- 間之楔（勞爾·阿姆）
- 源氏（日语：源氏 (漫画)）（嵯峨空也）
- JOKER MARGINAL CITY（日语：ジョーカー・シリーズ (漫画)）（男JOKER）
- 絕愛 -1989-（日语：絶愛-1989-）（南條晃司）
- 破妖之劍（日语：破妖の剣）（亞珠）
- 閃電霹靂車（菅生修／耐特·修馬赫）
- 閃電霹靂車11（菅生修／耐特·修馬赫）
- 新夢幻獵人麗夢 殺戮的夢幻迷宮（圓光）
- 融岩大使（松田）
- 三毛貓福爾摩斯的幽靈城主（矢坂聖一）

1993年
- 潮與虎 狂風（雷信）
- （國重穗高）
- 陷入那樣般情緒吧my舞（日语：その気にさせてよmyマイ舞）（黑之伯爵、班·凱·席諾維）
- 代紋TAKE2 第II章（日语：代紋TAKE2）（江原慎悟）
- 地球守護靈（紫苑）

1994年
- 非常偶像Key（蛙杖仁策）
- 新·甜心戰士（萊特市長）
- 真·孔雀王（齊格弗里德）
- 南國少年奇小邪 在星夜中相見（馬克總帥）
- 閃電霹靂車ZERO（菅生修／耐特·修馬赫）
- Macross Plus（馬季·葛魯多亞）

1995年
- 聖堂教父（北條彰）
- 無責任艦長 特別篇（山本誠）

1996年
- 機動戰士鋼彈 第08MS小隊（基尼亞斯·薩哈琳）
- BRONZE ZETSUAI since 1989（日语：絶愛-1989-）（南條晃司）
- 超人學園（日语：超人学園ゴウカイザー）（王崎泳／絕對神 王牙）
- 特務戰隊Shinesman（日语：特務戦隊シャインズマン）（速水綾一／）
- 閃電霹靂車 EARLYDAYS RENEWAL（菅生修／耐特·修馬赫）
- 閃電霹靂車SAGA（菅生修／耐特·修馬赫）

1997年
- （牧紅音）

1998年
- 秀逗魔導士EXCELLENT（修坦道夫）
- DINOZAURS（日语：ダイノゾーン）
- 萬能文化貓娘DASH！（樋口博士）
- 閃電霹靂車SIN（菅生修／耐特·修馬赫）

2000年
- 超人洛克 鏡之戒（日语：超人ロック）（尼昂）

2003年
- 機動戰士鋼彈SEED ASTRAY（利亞姆·賈菲爾德）

2004年
- Phantom -PHANTOM THE ANIMATION-（雷蒙德·馬奎爾）
- 炎之蜃氣樓 ～水畔的叛逆者～（直江信綱〈橘義明〉）

2005年
- 四聖獸 ～幾千個晝與夜篇～（墮天使路西法）

2006年
- HELLSING（安立可·馬克斯威爾）

2009年
- 鋼之鍊金術師 FULLMETAL ALCHEMIST「盲目的鍊金術師」（戍斗）[注 1]

2010年
- 裝甲騎兵 幻影篇（波爾·伯特利亞總統）

2013年
- 問題兒童都來自異世界？ ～溫泉漫遊記～（傑克）[注 2]

2017年
- 噬血狂襲II（安座真達己）
- 夏目友人帳 陸 夢幻的碎片（白陽）
- 請問您今天要來點兔子嗎?? ～Dear My Sister～（香風隆宏[83]）

2019年
- 請問您今天要來點兔子嗎?? ～Sing For You～（香風隆宏[84]）

### 電影動畫
1982年
- 新竹取物語 千年女王（千年盗賊A）

1984年
- 超時空要塞：愛，還記得嗎？（馬克西米利安·吉納斯（日语：マクシミリアン・ジーナス）〈馬克斯〉）

1985年
- 哆啦A夢：大雄的宇宙小戰爭（同志）

1986年
- 劇場版 高校！奇面組（日语：ハイスクール!奇面組#劇場版）（龍野忍志也）

1988年
- 橙路：但願回到過去（演出家）

1989年
- 五星物語（波謝·諾敏）

1990年
- 聖劍風雲（日语：まんが家マリナ・シリーズ#映画）（查爾斯·戴·哈代）
- 女戰士艾菲菈&吉里鷗菈 古德的紋章（日语：女戦士エフェラ&ジリオラ#女戦士エフェ&ジーラ グーデの紋章）（夏根大公爵）
- CAROL（日语：CAROL (アニメ)）（凱普利）

1991年
- 月光耳環 銀玫瑰騎士團（日语：ユメミと銀のバラ騎士団）（鈴影聖樹）
- 七龍珠Z：最強對最強（沙維札）

1993年
- 銀河英雄傳說 新戰爭的序曲（艾伯特·馮·法倫海特）

1994年
- 餓狼傳說 -THE MOTION PICTURE-（日语：餓狼伝説 -THE MOTION PICTURE-）（哈瓦）
- 哆啦美與青色稻草人（菲斯）

1995年
- Macross Plus MOVIE EDITION（馬季·葛魯多亞）
- 哆啦A夢：大雄的創世日記（出木松博士）

1997年
- 劇場版 甜心戰士F（黃昏的王子／王子澤拉）

1998年
- 蠟筆小新：電擊！豬蹄大作戰（布雷德）

2002年
- 名偵探柯南：貝克街的亡靈（開膛手傑克[85]）

2003年
- 劇場版 我們這一家[[[Wikipedia:格式手册/链接#章節|錨點失效]]]（橘子的英語老師）

2006年
- 劇場版 光之美少女Splash Star：滴嗒危機一髮！（沙羅影）

2007年
- 犬神！THE MOVIE 特命靈的搜査官 假名史郎！（假名史郎）

2010年
- 劇場版 戰鬥陀螺：鋼鐵戰魂 VS 太陽灼熱的侵略者（鋼流星）
- TRIGUN Badlands Rumble（尼古拉斯·D·烏魯夫特）

2011年
- 劇場版 光之美少女 All Stars DX3 傳達到未來！連結世界☆彩虹之花！（沙羅影）
- 劇場版 戰國BASARA -The Last Party-（天海[86]）

2021年
- 銀魂 THE FINAL（星海坊主）
- 劇場版超時空要塞Δ 絶對LIVE!!!!!!（馬克西米利安·吉納斯）
- 劇場版 我讓最想被擁抱的男人給威脅了。 ～西班牙篇～（瑟雷斯）
- 劇場版 咒術迴戰 0（拉魯[87]）

2024年
- BLOODY ESCAPE -地獄的逃走劇-（亞爾加[88]）

2025年
- 電影版『催眠麥克風 -Division Rap Battle-』（神宮寺寂雷[89]）
- 名偵探柯南：獨眼的殘像（諸伏高明[90]）
- 愉快動物餅 THE MOVIE（スリーポリンキーズ[91]）
- 蠟筆小新：超華麗！灼熱的春日部舞者（ディル[92]）

### 網路動畫
2010年
- Starry☆Sky（颯斗的父親）

2015年
- NINJA SLAYER from ANIMATION（黑暗忍者[93]）

2016年
- 彼岸島X（日语：彼岸島X）[94]（宮本明 等〈第1～3話〉）
- 怪物彈珠 Mermaid Rhapsody（詹姆斯·斯泰勒斯上校）

2017年
- 寶可夢世代（魁奇思）

2018年
- 怪物彈珠 The Animation（達亞特）

2019年
- 7SEEDS 幻海奇情（末黑野花的父親〈末黑野貴士〉[95]、教官）
- 鋼彈創戰潛行者Re:RISE（吉翁隊長）

2020年
- 鋼彈創戰潛行者Re:RISE 2nd Season（隆美爾）

2021年
- 銀魂 THE SEMI-FINAL 萬事屋篇（星海坊主）
- 極道主夫（老闆）
- 終末的女武神（奧丁）

2023年
- 終末的女武神II（奧丁）

2025年
- 諾莫之國[96]

### 遊戲
1991年
- EFERA & JILIORA The Emblem From Darkness（日语：エフェラ アンド ジリオラ ジ・エンブレム フロム ダークネス）（薩吉烏斯、旁白）

1992年
- Xak I（日语：サーク）·II（日语：サークII）
- 法吉亞斯邪皇帝（日语：ファージアスの邪皇帝）（迪米歐拉）[注 3]

1993年
- VainDream（日语：ヴェインドリーム）（闇影）
- 天外魔境 風雲歌舞伎傳（日语：天外魔境 風雲カブキ伝）（世阿彌）
- Moonlight Lady（日语：ムーンライトレディ）（月光V3、彩月日和子的父親）

1994年
- 阿爾納姆之牙 獸族十二神徒傳說（日语：アルナムの牙 獣族十二神徒伝説）（良水、奧肯）
- EMERALD DRAGON（日语：エメラルドドラゴン）[注 3]
- Neo Nectaris（日语：ネクタリス）（旁白）

1995年
- 安琪莉可Special（日语：アンジェリーク）（光之守護聖朱烈斯）
- 歌舞伎 一刀涼談（日语：カブキ一刀涼談）（世阿彌）
- 聖夜物語 AnEarth Fantasy Stories（日语：聖夜物語）（維斯特利爾）
- 皇家騎士團2（蘭斯洛特·塔爾塔羅斯）
- 超人學園（日语：超人学園ゴウカイザー）（王崎冰／絕對神王牙）
- 七龍珠Z Ultimate Battle 22（日语：ドラゴンボールZ Ultimate Battle 22）（尚波）
- 七龍珠Z 真武鬥傳（日语：ドラゴンボールZ 真武闘伝）（尚波）
- 魔法騎士雷阿斯（卡爾塔斯）

1996年
- 安琪莉可Special2（日语：アンジェリークSpecial2）（光之守護聖朱烈斯）
- 新超級機器人大戰（日语：新スーパーロボット大戦）（拉奧迪基亞·朱迪卡·戈佐）
- 閃電英雄 大悟的大冒險（日语：ライトニングレジェンド 大悟の大冒険）（阿道夫·雷傑爾）
- 超級機器人大戰外傳 魔裝機神 THE LORD OF ELEMENTAL（羅德尼·傑斯哈／火男假面（日语：魔装機神シリーズの登場人物#ノボトニー一派））

1997年
- 機戰傭兵PROJECT PHANTASMA（日语：アーマード・コア プロジェクトファンタズマ）（史汀加）
- 阿爾納姆之翼 在燒塵之空的彼方（日语：アルナムの翼 焼塵の空の彼方へ）（良水）
- 機動戰士鋼彈外傳 THE BLUE DESTINY（尼姆巴斯·施泰森）
- KOWLOON'S GATE（日语：クーロンズゲート）（亞尼達·德爾）
- 超級機器人大戰F（巴恩·巴寧格斯、加弗雷特·嘉伯雷）
- 秀逗魔導士 Royal（ティオン·グランドビショップ）
- 命運傳奇（伍德隆·凱爾文、達利斯·文聖特）
- TOBAL 2（日语：トバル2）（魔王馬克）
- BS偵探俱樂部 雪消失的過去（日语：BS探偵倶楽部 雪に消えた過去）（（空木俊介）
- 魔城戮戰 ～四個封印～（日语：ファーランドシリーズ）（威爾）
- 萬獸之王 -曉之賢者-（日语：マスターオブモンスターズ）
- （旋風）

1998年
- 安琪莉可 -二重奏-（日语：アンジェリーク）（光之守護聖朱烈斯）
- 安琪莉可 天空的鎮魂歌（日语：アンジェリーク 天空の鎮魂歌）（光之守護聖朱烈斯）
- SD鋼彈 G世代系列（1998～2019，基尼亞斯·薩哈琳、尼姆巴斯·施泰森、利亞姆·賈菲爾德）12作品
- 火星物語（日语：火星物語）（黑翼的堕天使）
- 機動戰士鋼彈 新基連的野望（日语：機動戦士ガンダム ギレンの野望）（基尼亞斯·薩哈琳、尼姆巴斯·施泰森）
- 新世代機器人戰記（日语：新世代ロボット戦記ブレイブサーガ）（艾克斯凱撒／王者艾克斯凱撒／神龍凱撒／終極艾克斯凱撒、達·鋼／達·鋼X／終極達·鋼GX、獸·王、海伊·夏塔特）
- 超級機器人大戰F完結篇（黑騎士、加弗雷特·嘉伯雷）
- 仙窟活龍大戰（日语：仙窟活龍大戦カオスシード）（艾力克斯·赫爾斯）
- 武士道之刃貳（日语：ブシドーブレード）（風閂、Night Stalker）
- 炸彈人大戰（日语：ボンバーマンウォーズ）（炸彈英雄、炸彈戰士、炸彈忍者、Aqua炸彈）
- 炸彈人世界（日语：ボンバーマンワールド (プレイステーション)）（Aqua炸彈）
- 夢☆色（冰室玲司）
- 夢幻模擬戰V ～The End of Legend～（雷因法路斯）
- 驚爆點（凱耐斯）

1999年
- CIRCADIA（日语：サーカディア）（速水健吾）
- JoJo的奇妙冒險（瓦尼拉·艾斯）[注 4]
- JoJo的奇妙冒險 未來的遺產（瓦尼拉·艾斯）
- 超級機器人大戰完全版（巴恩·巴寧格斯、羅德尼·傑斯哈）
- 太空第5頻道（日语：スペースチャンネル5）（賈加）
- 70年代風機器人動畫 GeP-X（日语：70年代風ロボットアニメ ゲッP-X）（放出仁）
- 爆炸彈超人2（日语：爆ボンバーマン2）（暗黑救世主路基菲爾斯、聖邪天使）
- 女神異聞錄2 罪（杜拉斯王子〈佐佐木銀次〉）
- （瀨尾）
- 龍騎士傳說（日语：レジェンド オブ ドラグーン）（洛伊德）

2000年
- 安琪莉可 三重奏（日语：アンジェリーク トロワ）（光之守護聖朱烈斯）
- 機動戰士鋼彈 基連的野望 吉翁的系譜（日语：機動戦士ガンダム ギレンの野望 ジオンの系譜）（基尼亞斯·薩哈琳、尼姆巴斯·施泰森）
- 超級機器人大戰α（馬克西米利安·吉納斯（日语：マクシミリアン・ジーナス）、巴恩·巴寧格斯／黑騎士、拉奧迪基亞·朱迪卡·戈佐）
- 新世代機器人戰記2（日语：ブレイブサーガ2）（艾克斯凱撒／王者艾克斯凱撒／神龍凱撒／終極艾克斯凱撒、達·鋼／達·鋼X／終極達·鋼GX、獸·王）
- 女神異聞錄2 罰（佐佐木銀次）

2001年
- 超級機器人大戰α外傳（馬克西米利安·吉納斯）
- Fragrance Tale（席特拉、路）
- GEAR戰士電童（零、加爾法皇帝）
- 莉莉的鍊金工房 ～薩爾博格之鍊金術士3～（鄔爾里希·摩爾根）

2002年
- 機動戰士鋼彈 基連的野望 吉翁獨立戰爭記（日语：機動戦士ガンダム ギレンの野望 ジオン独立戦争記）（伊恩·格雷頓、基尼亞斯·薩哈琳、尼姆巴斯·施泰森）
- 超級機器人大戰IMPACT（日语：スーパーロボット大戦IMPACT）（巴恩·巴寧格斯／黑騎士、基尼亞斯·薩哈琳、加迪·斯托夫）
- 太空第5頻道 Part2（日语：スペースチャンネル5）（賈加／闇影）
- 時空幻境 魔幻迷宮2（日语：テイルズ オブ ザ ワールド なりきりダンジョン2）
- 命運傳奇2（伍德隆·凱爾文）
- 純愛手札 Girl's Side（花椿吾郎）

2003年
- 安琪莉可 Etoile（日语：アンジェリーク エトワール）（光之守護聖朱烈斯）
- 超級機器人大戰Scramble Commander（日语：スーパーロボット大戦Scramble Commander）（基尼亞斯·薩哈琳）
- 交響曲傳奇（伍德隆·凱爾文）
- 七龍珠Z（日语：ドラゴンボールZ (ゲーム)）（尚波）
- 魯邦三世 海洋消失的寶藏（日语：ルパン三世 海に消えた秘宝）（薩伊）

2004年
- 機戰傭兵 NEXUS（日语：アーマード・コア ネクサス）（史汀加）
- 超級機器人大戰MX（零／加爾法皇帝、葎、加迪·斯托夫）
- 超級機器人大戰GC（日语：スーパーロボット大戦GC）（加弗雷特·嘉伯雷、基尼亞斯·薩哈琳）
- 星空夜語（日语：ステラデウス）（克羅瓦爾）
- 看我龍顯神威（シュリエ）

2005年
- Another Century's Episode（黑騎士、加弗雷特·嘉伯雷）
- 機動戰士鋼彈 SEED DESTINY C.E.世代（日语：機動戦士ガンダムSEED DESTINY GENERATION of C.E.）（利亞姆·賈菲爾德）
- 機動戰士鋼彈0079卡片建立者（日语：機動戦士ガンダム0079カードビルダー）（伊恩·格雷頓、尼姆巴斯·施泰森、基尼亞斯·薩哈琳、丁·巴紮克）
- GAME S.S.D.S.～刹那的英雄～（日语：S.S.D.S. 〜Super Stylish Doctors Story〜）（Dr.HAYAMI）
- 超級機器人大戰MX 攜帶版（零／加爾法皇帝、葎、加迪·斯托夫）
- 戰國BASARA（明智光秀）
- 第3次超級機器人大戰α 終焉之銀河（馬克西米利安·吉納斯、艾佩索·朱迪卡·戈佐、薩魯戴斯·朱迪卡·戈佐）
- 時空幻境 魔幻迷宮3（日语：テイルズ オブ ザ ワールド なりきりダンジョン3）
- 天地之門（日语：天地の門）
- 七龍珠Z Sparking！（日语：ドラゴンボールZ Sparking!）（尚波）
- 七龍珠Z 舞空烈戰（日语：ドラゴンボールZ 舞空烈戦）（尚波、沙維札）

2006年
- Another Century's Episode 2（黑騎士、加弗雷特·嘉伯雷、馬克西米利安·吉納斯）
- 超級機器人大戰XO（日语：スーパーロボット大戦GC）（加弗雷特·嘉伯雷、基尼亞斯·薩哈琳）
- 戰國BASARA2（明智光秀）
- 世界傳奇 光明神話（伍德隆·凱爾文）
- 命運傳奇（伍德隆·凱爾文）[注 5]
- 七龍珠Z Sparking！NEO（日语：ドラゴンボールZ Sparking! NEO）（尚波、沙維札）
- 夢幻之星 新宇宙（伊滋馬·魯茲）
- 勇者物語（雷納特）

2007年
- 魔塔大陸2 少女們於世界中迴響的創造詩（瞬）
- Another Century's Episode 3 THE FINAL（黑騎士、馬克西米利安·吉納斯）
- 奧丁領域（梅爾文）
- 銀魂 可吐槽動畫（日语：銀魂 万事屋ちゅ〜ぶ ツッコマブル動画）（星海坊主）
- THE BATTLE OF 幽☆遊☆白書 ～死鬥！暗黑武術會～ 120%（美麗的魔鬥家鈴木）
- 少年陰陽師 歸天之翼（鳴蛇）
- 超級機器人大戰Scramble Commander the 2nd（日语：スーパーロボット大戦Scramble Commander the 2nd）（巴恩·巴寧格斯／黑騎士、馬克西米利安·吉納斯）
- 星海遊俠1 初次啟航（傑·雷沃斯）
- 戰國BASARA2 英雄外傳（明智光秀）
- 七龍珠Z Sparking！METEOR（日语：ドラゴンボールZ Sparking! METEOR）（尚波、沙維札）
- 七龍珠Z 遙遠的悟空傳說（尚波）
- 夢幻之星 新宇宙 伊爾米那斯的野心（伊滋馬·魯茲）
- 武裝鍊金 歡迎光臨蝴蝶公園（坂口照星）

2008年
- 機戰傭兵 for Answer（日语：アーマード・コア フォーアンサー）
- 機動戰士鋼彈 基連的野望 阿克西斯的威脅（日语：機動戦士ガンダム ギレンの野望 アクシズの脅威）（基尼亞斯·薩哈琳、尼姆巴斯·施泰森）
- 超級機器人大戰A PORTABLE（基尼亞斯·薩哈琳）
- 超級機器人大戰Z（桂木桂、葛萊因·桑德曼）
- PHANTASY STAR PORTABLE（日语：ファンタシースターポータブル）
- PRISM ARK -AWAKE-（暗黑騎士）
- 超時空要塞 邊疆王牌（日语：マクロスエースフロンティア）（馬克西米利安·吉納斯）

2009年
- 機動戰士鋼彈 鋼彈VS.鋼彈NEXT（日语：機動戦士ガンダム ガンダムVS.ガンダムNEXT）（基尼亞斯·薩哈琳）
- 機動戰士鋼彈 基連的野望 阿克西斯的威脅V（日语：機動戦士ガンダム ギレンの野望 アクシズの脅威V）（基尼亞斯·薩哈琳、尼姆巴斯·施泰森）
- 超級機器人大戰NEO（日语：スーパーロボット大戦NEO）（多爾·蓋斯特、雷蓋爾）
- 戰國BASARA2 熱戰英雄（明智光秀）
- 時空幻境 世界傳奇 閃耀神話2（日语：テイルズ オブ ザ ワールド レディアント マイソロジー2）（伍德隆·凱爾文）
- 時空幻境 決鬥傳奇（日语：テイルズ オブ バーサス）（伍德隆·凱爾文）[注 6]
- 超時空要塞 終極邊疆（日语：マクロスアルティメットフロンティア）（馬克西米利安·吉納斯）

2010年
- Another Century's Episode:R（桂木桂）
- WHITE ALBUM -冬日回憶-（緒方英二）
- 戰國BASARA3（天海）
- 超級機器人大戰OG傳奇 魔裝機神 THE LORD OF ELEMENTAL（日语：スーパーロボット大戦OGサーガ 魔装機神 THE LORD OF ELEMENTAL）（羅德尼·傑斯哈）
- 戰鬥陀螺 鋼鐵奇兵 爆神須佐之男來襲！（鋼流星）
- 戰鬥陀螺 鋼鐵奇兵 攜帶版 超絕轉生！巴爾幹赫瑟斯（鋼流星）
- 戰鬥陀螺 鋼鐵奇兵 頂上決戰！大爆炸（鋼流星）

2011年
- 鬼哭街（劉豪軍）
- 機動戰士鋼彈 新基連的野望（日语：機動戦士ガンダム 新ギレンの野望）（基尼亞斯·薩哈琳、尼姆巴斯·施泰森）
- 戰國BASARA 年代群雄（明智光秀）
- 戰國BASARA3 宴（天海）
- 第2次超級機器人大戰Z 破界篇／再世篇（桂木桂、波爾·伯特利亞總統、葛萊因·桑德曼）
- 時空幻境 世界傳奇 閃耀神話3（日语：テイルズ オブ ザ ワールド レディアント マイソロジー3）（伍德隆·凱爾文）
- 七龍珠群雄（沙維札）
- 女神異聞錄2 罪 INNOCENT SIN（杜拉斯王子〈佐佐木銀次〉）
- 超時空要塞 三角邊疆（日语：マクロストライアングルフロンティア）（馬克西米利安·吉納斯）

2012年
- 機動戰士鋼彈 極限vs.火力全開（日语：機動戦士ガンダム エクストリームバーサス フルブースト）（尼姆巴斯·施泰森）
- 幻想水滸傳 交織的百年之時（日语：幻想水滸伝 紡がれし百年の時）（雷基烏斯）
- 超級機器人大戰OG SAGA 魔裝機神II REVELATION OF EVIL GOD（羅德尼·傑斯哈）
- FAIRY TAIL 傑爾夫覺醒（一夜·汪德雷·壽）
- 女神異聞錄2 罰 ETERNAL PUNISHMENT（佐佐木銀次）
- 走出戶外！超時空紛爭花札大作戰（日语：とびだせ!トラぶる花札道中記）（遠時臣）

2013年
- 境界線上的地平線 PORTABLE（松平·元信[97]）
- JoJo的奇妙冒險 全明星大亂鬥（日语：ジョジョの奇妙な冒険 オールスターバトル）（恩里克·普奇（日语：エンリコ・プッチ）[98]）
- 超級機器人大戰Operation Extend（巴恩·巴寧格斯／黑騎士、加弗雷特·嘉伯雷）
- 超級機器人大戰UX（巴恩·巴寧格斯／黑騎士、桐山英治）
- 聖鬥士星矢 英勇鬥士（日语：聖闘士星矢 ブレイブ・ソルジャーズ）（海馬的拜昂）
- 時空幻境 交響曲傳奇 同音包（日语：テイルズ オブ シンフォニア ユニゾナントパック）（伍德隆·凱爾文）
- 七龍珠群雄 究極任務（沙維札）
- 超時空要塞30 連繫銀河的歌聲（日语：マクロス30 銀河を繋ぐ歌声）（馬克西米利安·吉納斯[99]）
- 皇冠之淚2 霸王的末裔（日语：ティアーズ・トゥ・ティアラII 覇王の末裔）（哈什杜瓦爾）
- 生化奇兵 無限（耶利米·芬克）

2014年
- 學園K -Wonderful School Days-（三輪一言[100]）
- 機動戰士鋼彈極限vs.全力爆發（日语：機動戦士ガンダム エクストリームバーサス マキシブースト）（尼姆巴斯·施泰森）
- 蠟筆小新：呼風喚雨春日部電影明星！（日语：クレヨンしんちゃん 嵐を呼ぶ カスカベ映画スターズ!）（時雨院時常）
- J-STARS Victory VS（日语：ジェイスターズ ビクトリーバーサス）（藍染右介）
- （今川氏親、朝倉孝景、伊達晴宗、鈴木重意〈1477〉、SS風魔小太郎〈忍殺〉）
- 戰國BASARA4（明智光秀[101]、天海[102]）
- 爽海掠奪者（格雷·尼爾·巴克華斯[103]）
- 第3次超級機器人大戰Z 時獄篇／天獄篇（桂木桂）
- 七龍珠群雄 究極任務2（沙維札）
- Fate/hollow ataraxia（トキオミ）

2015年
- 安琪莉可 Retour（光之守護聖朱烈斯[104]）
- 學園K -Wonderful School Days- V Edition（三輪一言[105]）
- Chaos Dragon 混沌戰爭（伊路米·拉茲瓦多[106]）
- JoJo的奇妙冒險 天國之眼（瓦尼拉·艾斯[107]）
- 新次元遊戲 戰機少女VII（海男[108][109]）
- 超級機器人大戰BX（巴恩·巴寧格斯／黑騎士、哈伊·海夏魯達特）
- 聖鬥士星矢 鬥士之魂（海馬的拜昂）
- 戰國BASARA4 皇（天海[110]）
- 戰之海賊（[111]）
- PROJECT X ZONE 2：BRAVE NEW WORLD（日语：PROJECT X ZONE 2:BRAVE NEW WORLD）（闇影[112]）
- 波波羅古洛伊斯牧場物語（日语：ポポロクロイス牧場物語）（格邁爾[113]）
- 紅蓮之王競技場（[114]）
- 白貓Project（阿修雷・帝奈[115]）

2016年
- 暗殺教室 殺手育成計畫!!（淺野學峯）
- 碧藍幻想（濕婆[116]）
- 請問您今天要來點兔子嗎?? Wonderful party！（香風隆宏[117]）
- 星海遊俠：回憶（日语：スターオーシャン:アナムネシス）（傑·雷沃斯）
- 戰國BASARA 真田幸村傳（明智光秀[118]、天海）
- 超級七龍珠群雄（沙維札）
- 夢王國與沉睡中的100位王子殿下（艾爾非因[119]）

2017年
- 噓月香格里拉（歐森[120]）
- 黑騎士與白魔王（白魔王「傑羅斯」[121]）
- 軍勢PRG 蒼之三國志（諸葛亮[122]）
- 新次元遊戲 戰機少女VII R（海男[123]）
- 命運之子（雷德科洛斯[124]）
- 七龍珠群雄 究極任務X（沙維札）
- 聖火降魔錄 英雄雲集（阿爾維斯、瓦爾達）
- 妖怪百姬[125]
- 唱吧！超時空要塞手機DeCulture（日语：歌マクロス スマホDeカルチャー）（馬克西米利安·吉納斯）
- 夢幻之星Online2（魯茲·賽羅·雷·庫恩特）
- 千之刃濤、桃花染之皇姬（小此木時彥[126]）
- 英雄聯盟（茂凱[127]、燼）

2018年
- 銀魂亂舞（星海坊主）
- 偶像夢幻祭（佩涅特雷德）
- 聖劍傳說2 SECRET of MANA（賽林）
- 戰場女武神4（貝爾加[128]）
- 超級機器人大戰X（倉光源吾）
- FINAL FANTASY BRAVE EXVIUS（日语：ファイナルファンタジー ブレイブエクスヴィアス）（天風席德（日语：シド (ファイナルファンタジー)））
- 驚爆危機！戰鬥的Who Dares Wins（喬治·拉布洛克）
- 女友伴身邊（惡變裝男）

2019年
- JUMP FORCE（藍染惣右介）
- Dragalia Lost ～失落的龍絆～（ハインヴァルト）
- 超級機器人大戰T（拉邦·薩拉馬德）
- LINQS RINGS（傑克[129]）
- 戰國BASARA 戰鬥派對（明智光秀[130]）
- 時空幻境 鏡光傳奇 Fairy's Requiem（日语：テイルズ オブ ザ レイズ）（伍德隆·凱爾文）
- 超級機器人大戰DD（2019～2020，惡魔人、巴恩·巴寧格斯／黑騎士）
- 噬血代碼（御堂周造[131]）
- Fate/Grand Order（教授）
- 銀河遊俠1：初次啟航R（傑·雷沃斯）
- 新櫻花大戰（天宮鉄幹[132]、旁白）

2020年
- 人中之龍7 光與闇的去向（石尾田禮二[133]）
- 為美好的世界獻上祝福！Fantastic Days（丹尼爾[134]）
- 催眠麥克風 -Alternative Rap Battle-（神宮寺寂雷[135]）
- 奧林匹亞的晚宴（道摩大師[136]）
- 記 -GYEE-（雷孤[137]）
- 超級機器人大戰X-Ω（日语：スーパーロボット大戦X-Ω）（巴恩·巴寧格斯）
- 明日方舟（赫拉格）
- 假面騎士BATTLE GANBA RIDER（日语：仮面ライダーバトル ガンバライジング）（假面騎士亞克零）
- FAIRY TAIL（一夜·汪德雷·壽[138]）
- 美男王子 美女與野獸的最後之戀（[139]）
- ALTDEUS: Beyond Chronos（[140]）

2021年
- 魔法禁書目錄 幻想收束（木原腦幹）
- 破曉傳奇（沃路朗）

2023年
- 重返未來1999（未鏽鎧）

### 布袋戲
- Thunderbolt Fantasy 東離劍遊紀劇場版「生死一劍」、第二期（禍世螟蝗）

### 外語配音

#### 電影／電視影集
| 作品年份 | 作品名稱                    | 配演角色                              | 演員                | 媒介                  |
| -------- | --------------------------- | ------------------------------------- | ------------------- | --------------------- |
| 1957     | OK牧場大決鬥                | 詹姆斯·艾爾普                         | 馬丁·米爾納         | 朝日電視台新錄製版    |
| 1966     | 聖經：創世紀                | －                                    | －                  | 日本電視台版／DVD收錄 |
| 1968     | 靈犬萊西「Hanford's Point」 | 德魯·漢福德                           | 托尼·道             | VHS版本               |
| 1978     | 偉大的星期三                | －                                    | －                  | 日本電視台版          |
| 1980     | 我的保鏢                    | 梅爾文·穆迪                           | 麥·迪倫             | 日本電視台版          |
| 1984     | 棉花俱樂部                  | 迪斯·德懷耶爾                         | 李察·吉爾           | DVD版本               |
| 1985     | 神祕約會                    | 吉姆·丹迪                             | 羅伯特·喬伊         | DVD版本               |
| 1986     | 夜半鬼敲門                  | －                                    | －                  | －                    |
| 1986     | 小子難纏2                   | 住民                                  | －                  | 富士電視台版          |
| 1987     | 納粹特攻隊                  | 斯帆·哈塞爾                           | 斯拉夫科·斯蒂馬奇   | DVD版本               |
| 1988     | 女作家與謀殺案              |                                       | －                  | NHK-BS2、NHK綜合版    |
| 1992     | 飛越情海                    | 麥可·曼奇尼                           | 托馬斯·卡拉布羅     | WOWOW版               |
| 1992     | 新龍門客棧                  | 曹少欽                                | 甄子丹              | 影碟版本              |
| 1994     | 瑪歌皇后                    | 亨利一世·德·洛林                      | 米格爾·博塞         | DVD版本               |
| 1994     | 摩登大聖                    | 查理·施梅克                           | 李查·傑尼           | 影碟版本              |
| 1994     | 三國演義                    | 趙雲子龍〈青壯時期〉                  | 張山→楊凡           | NHK-BS2版             |
| 1995     | X檔案「可畏的對稱」         | 約翰·費茲傑羅·拜耶爾斯                | 布魯斯·哈伍德       | 朝日電視台版          |
| 1997     | LEXX                        | 凱伊                                  | 麥可·麥克馬努斯     | 影碟版本              |
| 1997     | 鐘樓怪人                    | 皮埃爾·格蘭戈爾                       | 艾德華·阿特頓       | 影碟版本              |
| 1998     | 振翅高飛                    | 吉戈洛                                | 雷·史蒂文森         | DVD版本               |
| 2000     | 星艦復國記                  | 迪倫·洪特                             | 凱文·索柏           | DVD版本               |
| 2002     | 希弗和希索                  | 馬提·凱提拉科斯基                     | 安提·維瑪維塔       | DVD版本               |
| 2004     | 鐵證懸案                    | 藍迪·普萊斯                           | 山繆·波爾 麥可·派瑞 | AXN頻道               |
| 2005     | 科摩多龍大戰金剛巨蟒        | 麥克                                  | 麥可·派瑞           | DVD版本               |
| 2005     | 重返犯罪現場 (第3季)        | 詹姆士·蘭迪斯                         | 陶德·艾倫           | 東京電視台版／DVD收錄 |
| 2006     | 黑鷹追緝令                  | 麥特·丹尼爾斯                         | 馬克·德可斯可       | DVD版本               |
| 2006     | 黑鷹追緝令2                 | 麥特·丹尼爾斯                         | 馬克·德可斯可       | DVD版本               |
| 2008     | 心計 (第1季)                | －                                    | －                  | Super！drama TV頻道   |
| 2009     | 怪房客 (2009年電影)         | 麥爾坎·斯雷特                         | 西蒙·貝克           | DVD版本               |
| 2010     | 檀島警騎2.0                 | 卡爾頓·巴斯                           | 凱文·索柏           | AXN頻道               |
| 2012     | 求婚大作戰                  | 指揮家／時間指揮者                    | －                  | DVD版本               |
| 2013     | 超自然檔案 (第9季)          | 里歐主廚                              | 史提夫·瓦倫丁       | Super！drama TV頻道   |
| 2014     | 古戰場傳奇                  | 法蘭克·蘭德爾／喬納森·“黑傑克”·蘭德爾 | 托比亞·曼齊司       | AXN頻道               |
| 2019     | 鋼鐵墳墓3                   | 羅沈                                  | 張晉                | BD&DVD版本            |
| 2019     | 殺戮鍊                      | 亞拉納／約翰                          | 尼可拉斯·凱奇       | DVD版本               |

#### 動畫
- 阿拉丁（盗賊）
- 狂歡三寶（梅爾·吉勃遜）
- 星際大戰：複製人之戰 (2008年電視動畫)（基特·菲斯托）
- 變形金剛系列
  - 變形金剛（史派克、警備員鐵皮、戰士輪胎、宇宙兵火爆 等）
  - 變形金剛大電影（城市指揮官馬格斯、警備員鐵皮、昆塔沙星人）
  - 變形金剛2010（日语：戦え!超ロボット生命体トランスフォーマー2010）（城市指揮官馬格斯、宇宙兵火爆、急襲兵Cutthroat 等）
- 魔髮精靈唱遊世界（畢特[141]）

2024年
- 龍族 -The Blazing Dawn-（昂熱[142]）

### 特攝影集
2020年
- 假面騎士ZERO-ONE（方舟衛星[143]／假面騎士Ark-Zero的聲音[144]）

2022年
- 假面騎士Genms Smart Brain 與 1000%的Crisis（方舟的聲音）
- 假面騎士Outsiders（方舟的聲音）

### 廣播節目
- RADIMATION MOONWAVE 地球守護靈（文化放送、大阪電台，1993年7月11日－10月3日 每週日23時00分－23時30分，與白鳥由里共同主持）
- 冥界上杉軍廣播站（Aniplex動畫官網，2002年7月23日－9月17日，與關俊彥共同主持）
- 冥界上杉軍廣播站2（NEW）（Aniplex動畫官網，2004年6月18日－10月16日，與關俊彥共同主持）
- 電台S.S.D.S.愛的解體新書（NACK5（日语：エフエムナックファイブ），2005年4月3日－9月25日，與福山潤共同主持）
- WEB S.S.D.S. 愛的解體新書（日语：WEB S.S.D.S. 愛の解体新書）（Lantis we radio（日语：ランティスウェブラジオ））
- （音泉，2010年4月26日－）

### 廣播劇
- EMERALD DRAGON（日语：エメラルドドラゴン）
- 君色STORIA（君野公斗）[145]
- 超人洛克 ～Cosmic Game～（日语：超人ロック）（宇宙港管制官）
- 炎之蜃氣樓（直江信綱〈橘義明〉）
- Legend of Crystania ～起程的冒險者們～（日语：クリスタニア）（羅姆）
- 魔神凱撒傳（反町劍二）

### 柏青哥、角子機
- 角子機金肉人 ～金肉星王位爭奪篇～（日语：パチスロキン肉マン）（泰利人（日语：テリーマン）、THE忍者（日语：ザ・ニンジャ））
- CR戰國雙天繪卷 ～華戀姬傳（織田信長）
- CR武神烈傳（織田信長）
- CR天下烈傳（織田信長）

### 廣播劇CD
- 間之楔 DARK-EROGENOUS（勞爾）
- 星戰英豪（日语：赤い光弾ジリオン） 洒落俱樂部（巴隆·里克斯）
- 惡魔人形（明智小五郎）
- 安琪莉可系列（光之守護聖朱烈斯）
- 伊蘇V（多曼）
- 泉幻戰記（日语：若木未生） 鳴動篇（旁白）
- Innocent Size（日语：イノセント・サイズ）（一之宮森彥）
- 吸血鬼獵人D系列（修行者古連）
  - 北海魔行I 
  - 北海魔行II 
  - 北海魔行III
- 吸血姬美夕 西洋神魔篇（ナイト·ギア）
- 系列（主人） ※兼任編劇。
- 巴賽特英雄傳 ELVERZ（日语：ひかわ玲子） 2～4（艾倫）
- 卡式錄音帶文庫 三劍物語（日语：ひかわ玲子） 1～3（エルディラーン）
- 來自彼方（日语：彼方から）（拉契夫）
- 月光假面 開戰時刻 撒旦之爪（撒旦之爪）
- 幻想水滸傳II（修）
- 江 ～戰姬～（旁白、柴田勝家）
- 心（老師）
- 彩雲國物語 廣播劇CD版（黃奇人）
- 侍魂（橘右京）
- CD廣播劇精選集 三國志（日语：CDドラマコレクションズ 三國志）（周瑜公瑾）
- JOKER系列（日语：ジョーカー・シリーズ (漫画)）（JOKER〈男〉）
  - First Contact
  - FILE.1 Moon Fantasy
  - FILE.2 Dream Playing Game
- G奇幻漫畫CD精選 火焰之紋章 暗黑龍與光之劍（米歇爾）
- （豬口安吾）
- 閃電霹靂車系列（菅生修／耐特·修馬赫）
  - animate卡式錄音帶精選輯 1～2卷
  - 「麗VIEW 一幕」「麗VIEW 二幕」
  - LEGEND OF RACERS 全2卷
  - PICTURELAND 全6卷
  - SAGA INSPIRE 全2卷
  - SAGA ROUND 全5卷
  - SAGA II ROUND 全5卷
- 集英社卡式錄音帶書 JoJo的奇妙冒險（花京院典明）
- 新撰組異聞 蒼狼的神話2 淺蔥色的黎明（九條玄明）
- 神父與惡魔 煉獄大惡魔（沙夏）
- S.S.D.S.（日语：S.S.D.S. 〜Super Stylish Doctors Story〜）系列（Dr.HAYAMI） ※兼任原作、編劇。
  - 「愛的解體新書」全4卷
  - 「愛之時 迷宮 ～愛的心跳～」全3卷
  - 「愛的解體新書 revolution」全4卷
  - 「愛的解體新書 外傳 愛的SAMURAI doctor」
  - niconico直播電台廣播劇CD「S.S.D.S. 愛的生劇時間 THE☆LIVE」
- 史坦雷·霍克事件簿（阿利斯特·羅特費爾德）
- 快打旋風II 春麗飛翔傳說（巴洛克）
- 聖戰記光蛇王外傳（日语：聖戦記エルナサーガ）（瓦利）
- 絕愛（日语：絶愛-1989-#CD） DRAMAMIX 1993（南條晃司）
- 07-GHOST（アヤナミ）
- 戰國BASARA2系列（明智光秀）
  - ～蒼穹！姊川之戰～
  - ～紅蓮！三方原之戰～
  - ～漆黑！本能寺之變～
  - 戰國BASARA 聲音歌牌
- 創龍傳 海市蜃樓都市（龍堂始）
- 太陽少女印加（日语：太陽の少女インカちゃん）（明日手改造）
- （旁白）
- （灰原由起夫／流星強尼）
- 超人學園（日语：超人学園ゴウカイザー） Vol.1～3（王崎冰／絕對神 王牙）
- 命運傳奇 地上篇、天上篇（伍德隆·凱爾文）
- 命運傳奇2（伍德隆·凱爾文）
- 天使禁獵區（尤利爾）
- 勇者傳說達鋼 ～神秘的旅遊（達鋼）
- （速水綾一／）
- 聖魔之血 R.A.M（同2、3）（依薩克·費爾南多·馮·坎波菲）
- 南國少年奇小邪系列（馬克總帥）
  - 南國少年奇小邪DX ～～
  - 南國少年奇小邪DX-2 ～～
  - 南國少年奇小邪DX－∞ ～～
- 21世紀探偵事務所（天晶史朗）
- NINJA SLAYER 財閥強襲（黑暗忍者[146]）
- 緋色螺旋四重奏（日语：バーヴェリアン四重奏）（川上真透）
- 婆娑羅外傳 蹈鞴（柏）
- BASILISK ～甲賀忍法帖～系列（藥師寺天膳）
- 速水獎企劃製作CD 男高中生Time Traveller系列 Shuffle 編織時間的勇者們 ※兼任原作、編劇。
  - vol.1 -本能寺之變-
  - vol.2 -奧州藤原篇-
  - vol.3 -新選組篇-
  - vol.4 -忠臣藏篇-
  - vol.5 -戰國智略繪卷篇-
  - vol.6 -陰陽師篇-
- 催眠麥克風 -Division Rap Battle-（神宮寺寂雷）
- 夢幻之星 ～被封印的記憶～ 廣播劇CD&粉絲書（弗連）
- Fate/Zero Sound Drama 系列（遠坂時臣）
  - Vol.1 -第四次聖杯戰爭秘話-
  - Vol.2 -王者們的狂宴-
  - Vol.3 -散落而去的人們-
  - Vol.4 -煉獄之炎-
  - 選集廣播劇CD Vol.1
- （一條一）
- 聲音精選輯「監禁之館 速水獎」
- 蓬來學園的初戀！（日语：蓬莱学園#CD）（聖劍一郎）
- 炎之蜃氣樓系列（直江信綱〈橘義明／笠原尚紀／山口利之／安積九朗左衛門〉）[注 12]
  - [注 13]
- 爆炎轉校生 CD SPECIAL〈DX〉（城之內孝一）
- 小書痴的下剋上：為了成為圖書管理員不擇手段！
  - 廣播劇CD3（斐迪南[147]）
  - 廣播劇CD4（斐迪南[148]）
  - 廣播劇CD5（斐迪南[149]）
  - 廣播劇CD6（斐迪南[150]）
  - 廣播劇CD7（斐迪南[151]）
  - 廣播劇CD8（斐迪南[152]）
  - 廣播劇CD9（斐迪南[153]）
  - 廣播劇CD10（斐迪南[154]）
- 魔界學園系列（響）
- 冥王計劃傑歐萊馬「大冥界」（葎）
- Monster Maker 廣播劇CD 找出魔劍死亡之刃！（日语：モンスターメーカー#ドラマCD）（哈塔塔斯）
- 闇之皇太子 宿命的兄弟（役小角）
- 愛上壞壞的死神 廣播劇CD（邑輝一貴）
- 妖怪公寓的優雅日常（骨董屋）[注 14]
- 鎧傳 水滸傳（凍龍鬼）
- 流星皇子TOMMY（ズンベロ）
- 羅德斯島戰記3 魔獸之森（賽希魯）
- 浪漫狩（篦岐宮行秀）
- 聖刻霸傳（Worth Seed）～拉修昂之風暴（日语：ワースブレイド）（韋爾德）
- 野性之聲 VOLUME1（賀集真吾）
- WONDER BOY ～My Dear Wonder～（百地蒼舟）

### 朗讀CD
- 數羊晚安系列 vol.32『夢幻夜抱』
- Labo Party（日语：ラボ・パーティ） LaboCD圖書館 宮澤賢治作品集『永訣之朝』朗讀

### 旁白

#### CD-ROM旁白
- 宇宙探査的世界 <SynForest>
- 銀河宇宙 <SynForest>
- 恐龍畫集 <SynForest>
- 紅葉  <SynForest>
- 天野喜孝 吸血鬼獵人D <SynForest>
- 浪漫街道 <SynForest>
- 哈伯太空望遠鏡的世界 <SynForest>
- 桃源紀行 <RODIK>

#### 電視節目
- BS日視 大海球紀行
- TOKYO MX、BS11 超時空要塞Δ搶先報特集（2015年12月31日）

#### 電視廣告
- 可口可樂 （1988年）
- JT EX（1988年）
- 大正製藥 大正漢方胃腸藥（1989年）
- SUPER HANG-ON（日语：スーパーハングオン）（MD）（1987年）
- 大魔界村（MD）（1988年）
- 中外製藥 Guronsan強力內服液（1989年）
- 夢幻之星II 不歸的終點（MD）（1989年）
- 超級大戰略（MD）（1989年）
- 七星魔法使（MD）（1990年）
- 鳥人戰隊噴射人 玩具廣告（1991年）
- 勇者EX凱撒 玩具廣告（1991年）
- 勇者傳說達鋼 玩具廣告（1992年）
- 日本電裝 &空氣清浄機（1992年）
- 洛克人6 史上最大戰爭!!（FC）（1993年）
- 幻史世界記（日语：グランヒストリア 〜幻史世界記〜）（SFC）（1995年）
- 機動戰士鋼彈 戰士們的軌跡（日语：機動戦士ガンダム 戦士達の軌跡）（GC）（2004年）
- 命運傳奇（PS2）（2006年）
- 命運傳奇2（PSP）（2007年）
- 心靈傳奇（DS）（2008年）
- 超級機器人大戰Z（PS2）（2008年）
- 蒼空騎士 ～飛向CODA～（DS）（2010年）
- 加州梅乾協會 （页面存档备份，存于）
- 明治製菓 GF2（日语：1-ケストース）顆粒
- TKC全國會（日语：TKC）（放送中）
- 琉球銀行『☆』（2014年－）[155][156]
- 碧藍幻想（SG）（2015年）

#### 其它
- LAZY（日语：レイジー） LIVE 2002 宇宙船地球號II ～regenerate of a lasting worth～（影像特典旁白）
- JAXA宣傳影片 http://www.youtube.com/watch?v=rWOZRXiGyoE （页面存档备份，存于）
- 昭和電工電台廣告（旁白）

### 其它
- 變形金剛2010（日语：戦え!超ロボット生命体トランスフォーマー2010） 主題歌卡式錄音帶（馬格斯）
- 變形金剛電話（馬格斯）
- （直江信綱〈橘義明〉）
- 炎之蜃氣樓  CD-ROM ～Mirage of Blaze Digital Collection～（直江信綱〈橘義明〉）
- petit milady 1st Live 士☆－LIVE終盤露面出演。
- 在異世界開始的太子妃生活 小說第9冊／漫畫單行本第3冊購入特典「胸」（2019年，納迪爾殿下[157]）
- 舞台 德爾菲尼亞戰記 ～獅子王與妃將軍～（日语：デルフィニア戦記#デルフィニア戦記〜獅子王と妃将軍〜）（2019年，法羅特伯爵[注 15]）
- 假面騎士ZERO-ONE 變身腰帶 DX ARK DRIVER（2020年，玩具）[158]

## 音樂作品

### 專輯
| 枚數 | 發行日期       | 專輯名稱（日文名稱） | 規格編號   |
| ---- | -------------- | -------------------- | ---------- |
| 1st  | 1992年8月25日  | 優雅的條件（優雅な条件）       | CYCC-10004 |
| 2nd  | 1994年9月7日   | Liaison              | SRCL-2968  |
| 3rd  | 1997年10月25日 | ORDOVICES            | POCX-1074  |
| 4th  | 2000年11月2日  | Garnitures           | LACA-5011  |
| 5th  | 2001年10月3日  | Chaine ～連鎖～      | LACA-5070  |
| 6th  | 2002年9月4日   | LOVE BALANCE         | LACA-5122  |
| 7th  | 2003年10月22日 | idee ～、僕想～      | LACA-5218  |
| 8th  | 2005年7月21日  | 僕始                 | LACA-5405  |
| 9th  | 2007年12月26日 | LOVE STORY           | LACA-5680  |

### 角色歌曲
| 發行日期 | 標題                                                                  | 名義                                                                               | 曲名                                                                  | 備註                                                                         |
| 2010年   | 2010年                                                                | 2010年                                                                             | 2010年                                                                | 2010年                                                                       |
| -------- | --------------------------------------------------------------------- | ---------------------------------------------------------------------------------- | --------------------------------------------------------------------- | ---------------------------------------------------------------------------- |
| 12月15日 | BLEACON ～BLEACH CONCEPT COVERS～                                     | 雛森桃（佐久間紅美）、藍染右介（速水奨）feat.YUSUKE（ex.HIGH and MIGHTY COLOR）    | 「」                                                                  | 電視動畫《BLEACH》相關歌曲                                                   |
| 2014年   |                                                                       |                                                                                    |                                                                       |                                                                              |
| 9月17日  | EXIT TUNES PRESENTS ACTORS2                                           | 小田原牧（速水獎）                                                                 | 「Dr.」                                                               | 角色CD《ACTORS》相關歌曲                                                     |
| 9月17日  | EXIT TUNES PRESENTS ACTORS2                                           | 小田原牧（速水獎）、飯盛駆（淺沼晉太郎）、高天神一兎（逢良太）、一乘谷羚（綠川光） | 「 ～天翔園校歌～」                                                   | 角色CD《ACTORS》相關歌曲                                                     |
| 11月27日 | 請問您今天要來點兔子嗎？ BD&DVD第6卷特典CD                            | 香風隆宏（速水獎）、青山Blue Mountain（早見沙織）                                  | 「Daydream café」                                                     | 電視動畫《請問您今天要來點兔子嗎？》相關歌曲                                 |
| 12月3日  | ACTORS-Extra Edition 3-feat.陽太、鷲帆、牧                            | 小田原牧（速水獎）                                                                 | 「」                                                                  | 電視動畫《ACTORS》相關歌曲                                                   |
| 2015年   |                                                                       |                                                                                    |                                                                       |                                                                              |
| 3月4日   | ACTORS -Deluxe Duet Edition-                                          | 臼杵鷲帆（竹內良太）、小田原牧（速水獎）                                           | 「嗚呼、素晴生」                                                      | 電視動畫《ACTORS》相關歌曲                                                   |
| 2016年   |                                                                       |                                                                                    |                                                                       |                                                                              |
| 6月15日  | EXIT TUNES PRESENTS ACTORS5                                           | 臼杵鷲帆（竹內良太）、小田原牧（速水獎）                                           | 「」                                                                  | 電視動畫《ACTORS》相關歌曲                                                   |
| 10月26日 | 請問您今天要來點兔子嗎?? 角色歌曲系列2016 全卷購入特典CD              | 隆宏（速水獎）                                                                     | 「Swinging Night」                                                    | 電視動畫《請問您今天要來點兔子嗎??》相關歌曲                                 |
| 2017年   |                                                                       |                                                                                    |                                                                       |                                                                              |
| 3月15日  | ACTORS -Deluxe Delight Edition-                                       | 小田原牧（速水獎）                                                                 | 「Leia」                                                              | 電視動畫《ACTORS》相關歌曲                                                   |
| 12月6日  | 麻天狼 -音韻臨床-                                                     | 神宮寺寂雷（速水獎）                                                               | 「迷宮壁」                                                            | 角色CD《催眠麥克風》相關歌曲                                                 |
| 12月6日  | 請問您今天要來點兔子嗎?? ～Dear My Sister～ 對唱歌曲專輯              | 保登萌香（茅野愛衣）、青山Blue Mountain（早見沙織）、香風隆宏（速水獎）            | 「Fantastic Rabbit House」                                            | OVA《請問您今天要來點兔子嗎?? ～Dear My Sister～》相關歌曲                   |
| 2018年   |                                                                       |                                                                                    |                                                                       |                                                                              |
| 7月18日  | Fling Posse VS 麻天狼                                                 | Fling Posse、麻天狼                                                                | 「BATTLE BATTLE BATTLE」                                              | 角色CD《催眠麥克風》相關歌曲                                                 |
| 7月18日  | Fling Posse VS 麻天狼                                                 | 麻天狼                                                                             | 「Shinjuku Style ～笑～」                                             | 角色CD《催眠麥克風》相關歌曲                                                 |
| 11月14日 | MAD TRIGGER CREW VS 麻天狼                                            | MAD TRIGGER CREW、麻天狼                                                           | 「DEATH RESPECT」                                                     | 角色CD《催眠麥克風》相關歌曲                                                 |
| 11月14日 | MAD TRIGGER CREW VS 麻天狼                                            | 麻天狼                                                                             | 「Shinjuku Style ～笑～（Nerve Rackin' remix）」                      | 角色CD《催眠麥克風》相關歌曲                                                 |
| 2019年   |                                                                       |                                                                                    |                                                                       |                                                                              |
| 2月27日  | The Champion                                                          | 麻天狼                                                                             | 「The Champion」                                                      | 角色CD《催眠麥克風》相關歌曲                                                 |
| 2月27日  | The Champion                                                          | The Dirty Dawg                                                                     | 「T.D.D LEGEND」                                                      | 角色CD《催眠麥克風》相關歌曲                                                 |
| 4月24日  | Enter the Hypnosis Microphone                                         | Division All Stars                                                                 | 「Hoodstar」 「 -Division Rap Battle-」 「 -Division Battle Anthem-」 | 角色CD《催眠麥克風》相關歌曲                                                 |
| 4月24日  | Enter the Hypnosis Microphone                                         | 麻天狼                                                                             | 「」                                                                  | 角色CD《催眠麥克風》相關歌曲                                                 |
| 7月15日  | EVIL LINE RECORDS 5th Anniversary FES.ALBUM "EVIL A LIVE"             | 柏木上野與洛貝魯特吉野、月蝕會議、The Dirty Dawg                                   | 「The Three Musketeers Mic Relay」                                    | LIVE活動《EVIL LINE RECORDS 5th Anniversary FES."EVIL A LIVE" 2019》相關歌曲 |
| 7月17日  | ACTORS 5th Anniversary Edition                                        | 小田原牧（速水獎）、臼杵鷲帆（竹內良太）                                           | 「（）」                                                              | 角色CD《ACTORS》相關歌曲                                                     |
| 9月5日   | 催眠麥克風 -Alternative Rap Battle-                                   | Division All Stars                                                                 | 「 -Alternative Rap Battle-」                                         | 遊戲《催眠麥克風 -Alternative Rap Battle-》主題歌                            |
| 9月27日  | 催眠麥克風 -Division Rap Battle- +                                    | Division All Stars                                                                 | 「 -Division Rap Battle- +」                                          | 角色CD《催眠麥克風》相關歌曲                                                 |
| 2020年   |                                                                       |                                                                                    |                                                                       |                                                                              |
| 3月25日  | 麻天狼 -Before The 2nd D.R.B-                                         | 神宮寺寂雷（速水獎）                                                               | 「君故我」                                                            | 角色CD《催眠麥克風》相關歌曲                                                 |
| 3月27日  | 催眠麥克風 -Division Battle Anthem- +                                 | Division All Stars                                                                 | 「 -Division Battle Anthem- +」                                       | 角色CD《催眠麥克風》相關歌曲                                                 |
| 4月17日  | 催眠麥克風 -Before The Battle- The Dirty Dawg 第3卷限定版特典CD       | 飴村亂數（白井悠介）、神宮寺寂雷（速水獎）                                         | 「LESSON」                                                            | 漫畫《催眠麥克風 -Before The Battle- The Dirty Dawg》相關歌曲                |
| 5月20日  | ACTORS-Singing Contest Edition-sideB                                  | 小田原牧（速水獎）                                                                 | 「」                                                                  | 角色CD《ACTORS》相關歌曲                                                     |
| 7月17日  | Survival of the Illest                                                | Division All Stars                                                                 | 「Survival of the Illest」                                            | 遊戲《催眠麥克風 -Alternative Rap Battle-》片頭主題曲                        |
| 9月2日   | 催眠麥克風 -Division Rap Battle- Official Guide Book 初回限定版特典CD | Division All Stars                                                                 | 「SUMMIT OF DIVISIONS」                                               | 角色CD《催眠麥克風》相關歌曲                                                 |
| 9月19日  | Blend of Letters                                                      | 香風隆宏（速水獎）                                                                 | 「Growth Record」                                                     | 電視動畫《請問您今天要來點兔子嗎？》相關歌曲                                 |
| 12月25日 | 幕末Rock虛魂 廣播劇CD 第1幕、第2幕連動購入特典超絕特典CD「黃泉歌聖」  | 黃泉歌聖                                                                           | 「Into The Afterworld」                                               | 廣播劇CD《幕末Rock虛魂》相關歌曲                                             |

### 其它參加作品
| 發行日期      | 商品名稱                          | 主唱                                       | 樂曲                                                    | 備註                                |
| ------------- | --------------------------------- | ------------------------------------------ | ------------------------------------------------------- | ----------------------------------- |
| 2008年1月23日 | 百歌聲爛 -男性聲優篇II-           | 速水獎                                     | 「忍」 「」 「」 「」 「」 「今日」 「」 「」 「」 「」 |                                     |
| 2018年3月7日  | MUSICALOID #38 此方乃盤／彼方乃盤 | 神田沙也加（w/速水獎、江口拓也、新田惠海） | 「Crazy ∞ nighT」                                       |                                     |
| 2019年2月20日 | 臨死!! 江古田 片尾主題曲 第2話    | 速水獎                                     | 「夢」                                                  | 電視動畫《臨死!! 江古田》片尾主題曲 |

## 書籍
- 記憶 Recollections 速水&（主婦之友社（日语：主婦の友社） 1998年12月 ISBN 9784072250068）
- 速水 言葉生（出版 2019年9月 ISBN 9784861133497）

## 腳註

## 外部連結
- 株式會社Rush Style公式官網站的聲優簡介（页面存档备份，存于） （日語）
- SHOW-ISM（速水奨&STAFF）公式的X（前Twitter） （日語）
- Yahoo！人物名鑑 （日語）
- 大澤事務所所屬期間的聲優簡介 （日語）（2013年12月26日的檔案館）